# Akira Saito
Akira Saito (斉藤 明 Saitō Akira?, Aichi-ken, 2 de diciembre de 1963)es un expiloto de motociclismo japonés. Su mejor temporada fue en 1995 cuando acabó la temporada en la cuarta posición de la clasificación general de la categoría de 125cc.

## Resultados en el Campeonato del Mundo
Sistema de puntuación desde 1988 hasta 1992:
| Posición | 1  | 2  | 3  | 4  | 5  | 6  | 7 | 8 | 9 | 10 | 11 | 12 | 13 | 14 | 15 |
| Puntos   | 20 | 17 | 15 | 13 | 11 | 10 | 9 | 8 | 7 | 6  | 5  | 4  | 3  | 2  | 1  |

Sistema de puntuación desde 1993 en adelante:
| Posición | 1  | 2  | 3  | 4  | 5  | 6  | 7 | 8 | 9 | 10 | 11 | 12 | 13 | 14 | 15 |
| Puntos   | 25 | 20 | 16 | 13 | 11 | 10 | 9 | 8 | 7 | 6  | 5  | 4  | 3  | 2  | 1  |

(Carreras en negrita indica pole position; carreras en cursiva indica vuelta rápida)
| Año  | Cat.  | Equipo | 1      | 2       | 3       | 4       | 5       | 6      | 7       | 8      | 9       | 10     | 11      | 12     | 13      | 14      | 15     | Pts. | Pos. |
| ---- | ----- | ------ | ------ | ------- | ------- | ------- | ------- | ------ | ------- | ------ | ------- | ------ | ------- | ------ | ------- | ------- | ------ | ---- | ---- |
| 1991 | 125cc | Honda  | JPN 8  | AUS -   |         | SPA -   | ITA -   | GER -  | AUT -   | EUR -  | NED -   | FRA -  | GBR -   | RSM -  | CZE -   | MAL -   |        | 8    | 29.º |
| 1992 | 125cc | Honda  | JPN 5  | AUS -   | MAL -   | SPA -   | ITA -   | EUR    | GER -   | NED -  | HUN -   | FRA -  | GBR -   | BRA -  | RSA -   |         |        | 8    | 17.º |
| 1993 | 125cc | Honda  | AUS 7  | MAL Ret | JPN 4   | SPA Ret | AUT 5   | GER 4  | NED 9   | EUR 3  | SMR 3   | GBR 5  | CZE 5   | ITA 6  | USA Ret | FIM -   |        | 117  | 6.º  |
| 1994 | 125cc | Honda  | AUS 6  | MAL 8   | JPN 5   | SPA Ret | AUT 7   | GER 8  | NED Ret | ITA 14 | FRA 14  | GBR 15 | CZE Ret | USA 19 | ARG 14  | EUR Ret |        | 53   | 14.º |
| 1995 | 125cc | Honda  | AUS 11 | MAL 3   | JPN 2   | SPA 8   | GER Ret | ITA 7  | NED 3   | FRA 4  | GBR Ret | CZE 3  | BRA 6   | ARG 4  | EUR 7   |         |        | 127  | 4.º  |
| 1996 | 125cc | Honda  | MAL 8  | INA 9   | JPN Ret | SPA 24  | ITA 5   | FRA 10 | NED 16  | GER 19 | GBR Ret | AUT 12 | CZE 15  | IMO 16 | CAT Ret | BRA 17  | AUS 10 | 43   | 17.º |